# Yanghwa-myeon
Yanghwa-myeon (koreanska: 양화면) är en socken i kommunen Buyeo-gun i provinsen Södra Chungcheong i Sydkorea, 160 km söder om huvudstaden Seoul.